# S. F. Sorrow
S. F. Sorrow (рус. С. Ф. Печаль) — четвёртый студийный альбом британской рок-группы The Pretty Things, вышедший 30 декабря 1968 года на лейбле Columbia Records. В отличие от предыдущих альбомов группы,  является концептуальным, содержание которого описывает жизнь и страдания выдуманного персонажа под именем Себастьян Ф. Печаль (англ. Sebastian F. Sorrow). Однако несмотря на концептуальность, альбом является также и рок-оперой, написанной, составленной и записанной до релиза рок-оперы «Tommy» группы The Who.
После релиза альбома в Великобритании (во второй половине 1968 года), группа The Who выпустили рок-оперу «Tommy» (в 1969 году), которая, в отличие от «S. F. Sorrow», быстро покорила европейскую и американскую публику. В результате позднего релиза в США альбом стал восприниматься как подражание «Tommy» и был практически неизвестен.

## Концепция альбома

### Персонажи
В альбоме из небольшого количества персонажей четко называются только двое главных героев: это протагонист — Себастьян Ф. Печаль (англ. Sebastian F. Sorrow) и Барон Суббота (англ. Baron Saturday), ставший антагонистом всей сюжетной линии. Также в альбоме фигурируют несколько второстепенных персонажей, наиболее яркие из них — родители Печали и его возлюбленная, имена которых не упоминаются на протяжении всей сюжетной линии.
Барон Суббота (фр. Baron Samedi), божество вуду — дух смерти и загробного мира, в альбоме представлен главным отрицательным персонажем. Обычно он изображается в виде скелета (черепа) в цилиндре с сигаретой и черных очках. Барон впервые появляется после смерти возлюбленной Печали, и в результате ему удается победить Печаль, заставить его осознать свою ничтожность и смириться с этим.

### Сюжетная линия
На стыке XIX и XX веков в одном городе, у мистера и миссис Печаль, в доме «Номер три» (англ. Number Three), где они проживают, рождается сын. Сына называют Себастьян Ф. Печаль (англ. Sebastian F. Sorrow). В этом городе работает «Фабрика страдания» (англ. Misery factory), которая поддерживает жизнь в городе и на которой работает его отец. Печаль растёт очень творческим ребёнком и имеет совершенно нормальное детство. Оно заканчивается, когда мальчику приходится заняться поисками работы. Печаль устраивается на ту же фабрику, где трудится его отец. Появление Себастьяна на фабрике вызывает недовольство бывших рабочих, ведь мальчик занял их место. Так он вступает в подростковый возраст и половое созревание.
Печаль влюбляется в девушку, живущую на другой стороне улицы. Она каждое утро здоровается с ним, а юноша постоянно думает о ней. Эти мысли помогают ему переживать рутину фабричной работы. Вскоре они обручаются и планируют свадьбу. Однако всё рушится в тот момент, когда Себастьяна призывают на воинскую службу.
Рядового Печаль назначают на воинскую службу в пехоту и отправляют на войну. В бою его контузит, и в таком состоянии Себастьян остаётся до конца войны. Звуки ружейных выстрелов и артиллерийская канонада становятся ритмом его жизни. После войны молодой человек поселяется на земле, называемой «Америк». Обосновавшись там, Печаль приглашает свою невесту. Он мечтает о свадьбе и спокойной семейной жизни. Девушка отправляется в Америк на дирижабле «Винденбург» (англ. Windenberg), который загорается над Нью-Йорком и терпит крушение, а все пассажиры на борту погибают (в том числе и невеста Себастьяна). Печаль остался один.
Себастьян находится в состоянии депрессии. Она уводит Печаль в эпическое путешествие в глубь подсознания — он становится подавленным и скорбящим. Однажды, во время блужданий по улицам, молодой человек сталкивается с таинственным Бароном Суббота (англ. Baron Saturday). Одетый в чёрное Суббота приглашает Печаль отправиться в странствие, но, не дожидаясь ответа, отбирает его душу и отправляет Печаль путешествовать в загробный мир.
Путешествие по загробному миру Печаль начинает с полёта, где он управляет плетью Барона. Себастьян воображает, что летит к Луне, и это его радует, поскольку он всегда мечтал о подобном путешествии. однако вскоре молодой человек понимает, что странствует по собственному лицу. Барон толкает его через уста в горло, где он встречает множество дубовых дверей. Суббота открывает одну из них, заталкивая Печаль в зеркальную комнату. Каждое зеркало отражает памятные события Печали в детстве. Далее Суббота ведёт Себастьяна по длинной, высокой винтовой лестнице к двум непрозрачным зеркалам. В них он демонстрирует молодому человеку ужасную истину, разоблачая его жизнь и мечты.
Печаль уничтожен своим путешествием, оно даёт ему понять, что он больше никому не может доверять и что общество будет только радо, если ты покончишь с собой, когда ты состаришься, а отслужишь ему бо́льшую часть своей жизни. Он отправляется в своё мрачное уединение, где он будет страдать от вечного одиночества до конца своей жизни.

### Обложка
Авторами обложки стали члены группы: Фил Мэй и Дик Тейлор. Внутреннюю сторону обложки занимает фотография пяти членов группы The Pretty Things, сделанную Диком Тейлором.
Переднюю, заднюю часть украшают рисунки, нарисованные Филом Мэйем. На переднем плане лицевой стороны обложки изображён главный герой альбома (Себастьян Ф. Печаль), стоящий перед могилой, а позади него отражаются его этапы жизни . В небе над ним изображён чёрный дирижабль на фоне солнца, чьи лучи падают на могилу.

## Список композиций
| №  | Название                                          | Автор(ы)                   | Длительность |
| -- | ------------------------------------------------- | -------------------------- | ------------ |
| 1. | «S. F. Sorrow is Born» (С. Ф. Печаль родился)     | Мэй, Тейлор, Уоллер        | 3:12         |
| 2. | «Bracelets of Fingers» (Браслеты из пальцев)      | Мэй, Тейлор, Уоллер        | 3:41         |
| 3. | «She Says Good Morning» (Она сказала доброе утро) | Мэй, Тейлор, Уоллер, Твинк | 3:23         |
| 4. | «Private Sorrow» (Рядовой Печаль)                 | Мэй, Тейлор, Уоллер, Пови  | 3:51         |
| 5. | «Balloon Burning» (Горящий воздушный шар)         | Мэй, Тейлор, Уоллер, Пови  | 3:51         |
| 6. | «Death» (Смерть)                                  | Мэй, Тейлор, Уоллер, Твинк | 3:05         |

| №                   | Название                                    | Автор(ы)                                      | Длительность |
| ------------------- | ------------------------------------------- | --------------------------------------------- | ------------ |
| 7.                  | «Baron Saturday» (Барон Суббота)            | Мэй, Тейлор, Уоллер                           | 4:01         |
| 8.                  | «The Journey» (Путешествие)                 | Мэй, Тейлор, Уоллер, Твинк                    | 2:46         |
| 9.                  | «I See You» (Я тебя вижу)                   | Мэй, Тейлор, Уоллер                           | 3:56         |
| 10.                 | «Well of Destiny» (Колодец судьбы)          | Мэй, Тейлор, Уоллер, Пови, Твинк, Норман Смит | 1:46         |
| 11.                 | «Trust» (Доверие)                           | Мэй, Тейлор, Уоллер                           | 2:49         |
| 12.                 | «Old Man Going» (Ход старого человека)      | Мэй, Тейлор, Уоллер, Пови, Твинк              | 3:09         |
| 13.                 | «Loneliest Person» (Самый одинокий человек) | Мэй, Тейлор, Уоллер, Твинк                    | 1:29         |
| Общая длительность: | Общая длительность:                         | Общая длительность:                           | 40:59        |

| №                   | Название                                                     | Автор(ы)                  | Длительность |
| ------------------- | ------------------------------------------------------------ | ------------------------- | ------------ |
| 14.                 | «Defecting Grey» (Дефективная серость)                       | Мэй, Тейлор, Уоллер       | 4:31         |
| 15.                 | «Mr. Evasion» (Мистер Избегание)                             | Мэй, Тейлор, Уоллер       | 3:31         |
| 16.                 | «Talkin' About the Good Times» (Поговорим о добрых временах) | Мэй, Тейлор, Уоллер       | 3:46         |
| 17.                 | «Walking Through My Dreams» (Гуляя сквозь мои сны)           | Мэй, Тейлор, Уоллер, Пови | 3:47         |
| Общая длительность: | Общая длительность:                                          | Общая длительность:       | 68:10        |

## Участники записи
| The Pretty Things - Фил Мэй — вокал; - Дик Тэйлор — гитара, вокал; - Твинк (наст. Джон Си Алдер) — барабаны; - Джон Пови — орган, перкуссия, ситар, вокал; - Скип Алан — барабаны; - Уолли Уоллер (наст. Аллен) — бас, гитара, вокал, духовые инструменты, пианино. | Производство - Петер Мив — звукорежиссёр; - Эндрю Пирс — ремастеринг; - Марк Сэйнт Джон — аннотация на конверте пластинки, ремастеринг. |

### Комментарии
1. ↑  На второй стороне альбома.
2. ↑  По сюжетной линии подразумевается, что его отправляют на Первую мировую войну
3. ↑  Очевидно, страны Америки, потому что первыми словами песни «Burning Balloon» являются «Нью-Йорк».
4. ↑  Очевидная аллюзия на немецкий дирижабль Гинденбург, который потерпел крушение 6 мая 1937 года
5. ↑  Четвёртая из которых изображает Печаль во время его воинской службы.
6. ↑  Дирижабль, на котором погибла возлюбленная главного героя.